# Mary T. Nathhorst
Mary T. Nathhorst, född Tesch i Jakobs församling i Stockholm den 30 mars 1879, död 3 maj 1974 i Oscars församling i Stockholm, var en svensk journalist och skrev bland annat boken Värdinnans ABC. Som journalist skrev hon bland annat för tidskrifterna Dagny, Svenska Dagbladet och Idun.
Mary T. Nathhorst var gift med kapten Bertel Nathhorst och tillsammans hade de barnen Erna Hasselblad, gift med Victor Hasselblad, och Carl-Bertel Nathhorst som bland annat blev VD för Scania.